# Роян, Фридрих
Фридрих Вильгельм Роян (нем. Friedrich Wilhelm Rojahn; 8 июля 1820, Бад-Гандерсхайм, Германия — 11 августа 1886, Шиен, Норвегия) — норвежский органист и музыкальный педагог немецкого происхождения. Сын дирижёра и контрабасиста Иоганна Фридриха Готлиба Рояна (1798—1852), брат Фердинанда Августа Рояна.
В 1840 году выехал в Норвегию в составе небольшого оркестра Гарцское общество (нем. Harzverein) под руководством своего отца; оркестр, исполнявший венские вальсы и оперные увертюры, пользовался исключительной популярностью в Кристиании в 1840—1841 гг.
В 1846—1857 гг. работал учителем военных музыкантов во Фредрикстаде, затем в 1857—1861 гг. учитель музыки и органист в Моссе. С 1861 года и до конца жизни органист и учитель музыки в Шиене, где среди его учеников был Ивер Холтер.
Умер через несколько дней после уничтожившего город пожара.